# Фотовиж
Фотовиж (укр. Фотовиж) — село, Фотовижский сельский совет,
Глуховский район, Сумская область, Украина.
Код КОАТУУ — 5921589001. Население по переписи 2001 года составляло 291 человек.
Является административным центром Фотовижского сельского совета, в который, кроме того, входят сёла Барановка и Муравейня.

## Географическое положение
Село Фотовиж находится на берегу реки Смолянка,
выше по течению на расстоянии в 2,5 км расположено село Червоные Вышки,
ниже по течению на расстоянии в 2,5 км расположено село Смолино.
На расстоянии в 1,5 км расположено село Муравейня.
На реке небольшая запруда.

## История
- Село Фотовиж известно с первой половины XVII века.

## Экономика
- «Фотовижское», ООО.

## Достопримечательности
- Братская могила советских воинов.

## Фативижский клад
Фативижский клад был найден в 1914 году близ села Фотовиж (от него искажённое Фативиж) Глуховского уезда Черниговской губернии. В состав клада входит комплекс вещей VIII века.